# Michelle Obama

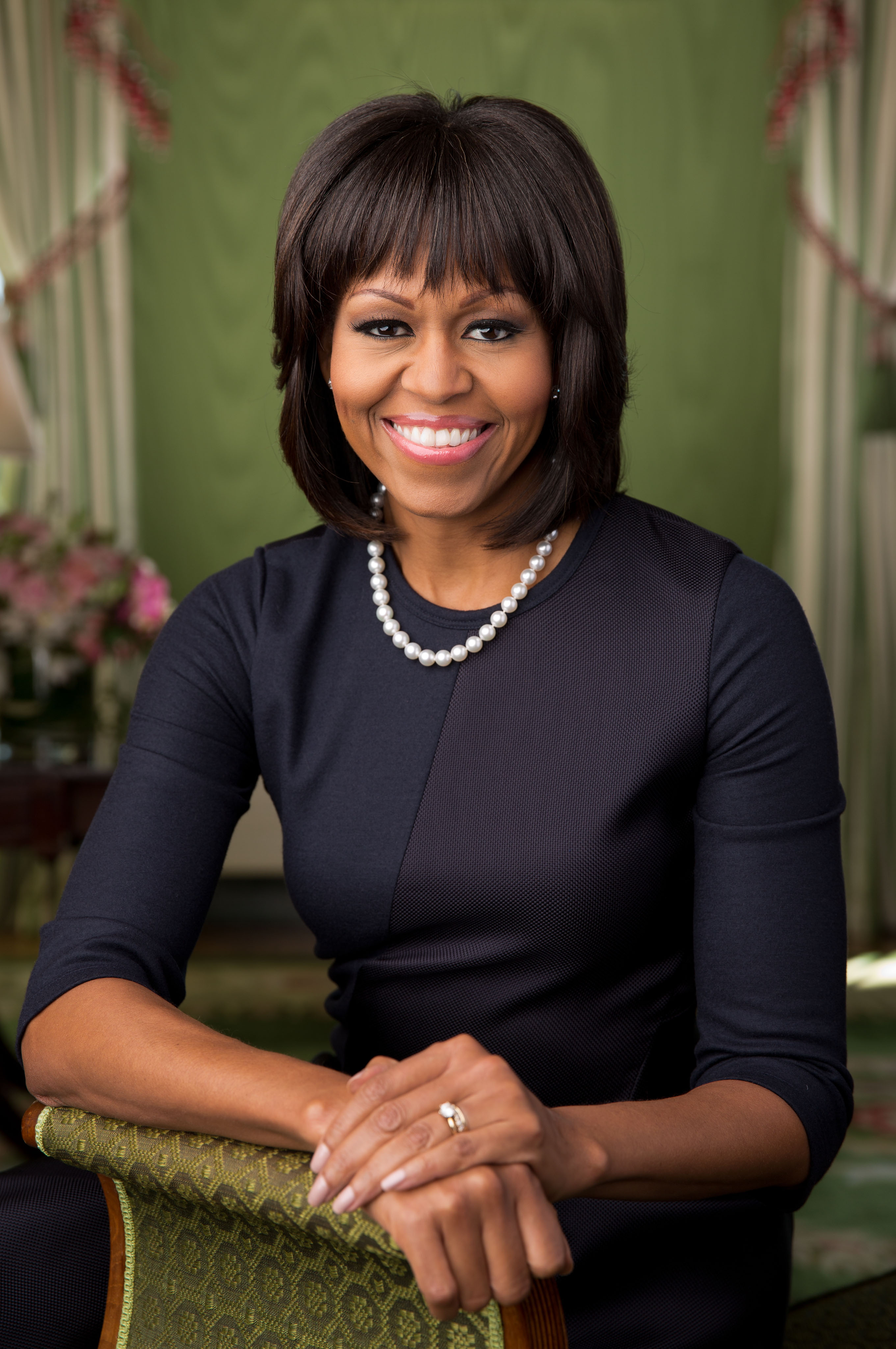
Michelle Obama (2013)

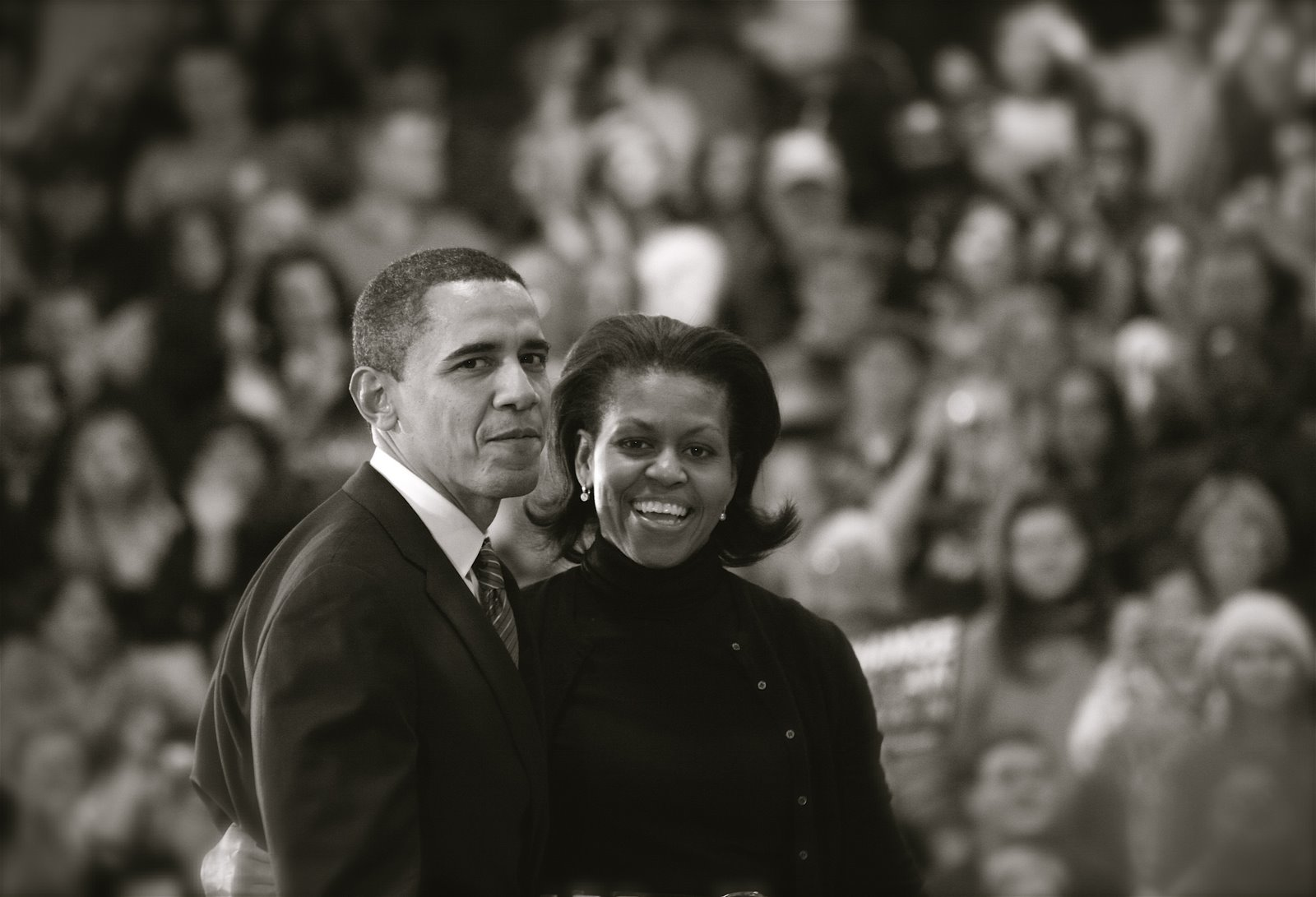
Barack und Michelle Obama (2008)

Michelle LaVaughn Robinson Obama (* 17. Januar 1964 in Chicago, Illinois, als Michelle LaVaughn Robinson) ist eine US-amerikanische Rechtsanwältin und Autorin. Sie war als Ehefrau des 44. US-Präsidenten Barack Obama von 2009 bis 2017 die First Lady der Vereinigten Staaten.

## Leben

### Herkunft und Ausbildung
Michelle Robinson wurde 1964 als Tochter des ehemaligen Metzgers und später zum Maschinisten umgeschulten Fraser Timothy Robinson (1935–1991) und der Sekretärin Marian Robinson (geb. Shields; 1937–2024) im Süden Chicagos geboren, wo sie mit ihrem knapp zwei Jahre älteren Bruder Craig in einfachen Verhältnissen in einem Einzimmer-Appartement in der South Side aufwuchs. Ihre Vorfahren waren größtenteils afroamerikanische Sklaven aus den Südstaaten und deren Nachkommen, die ab den 1880er Jahren während der Great Migration nach Chicago gekommen waren. Unter Michelle Robinsons Ahnen ist auch der texanische Sklavenhalter und Ölbaron Henry W. Shields (1811–1895), was 2012 (laut New York Times) eine DNA-Analyse ergab. Ihre Eltern lernten sich Ende der 1950er Jahre kennen, als Marian Robinson als Rettungsschwimmerin arbeitete, und heirateten im Oktober 1960.
Michelles Kindheit und Jugend war geprägt von den sozialen und demographischen Veränderungen ihres Heimatviertels und der Erkrankung des Vaters an Multipler Sklerose. 1981 machte sie ihren Abschluss an der Whitney Young Magnet High School. Anschließend studierte sie mit dem Hauptfach Soziologie und dem Nebenfach Afroamerikanische Studien an der Princeton University und machte dort 1985 den Bachelor of Arts. Unmittelbar danach wechselte sie zur Harvard University, wo sie 1988 mit dem akademischen Grad Juris Doctor ihre Ausbildung beendete.
Sie war anfangs Mitglied der Methodistenkirche und schloss sich später zusammen mit ihrem Mann der United Church of Christ an, einem Zusammenschluss lutherischer und reformierter Christen.

### Bis zur Präsidentschaftskandidatur von Barack Obama
Nach dem Studium in Harvard war Michelle Robinson Mitglied des Chicagoer Büros der Anwaltskanzlei Sidley & Austin, in dem sie schwerpunktmäßig zum Thema Eigentumsrechte und Marketing arbeitete. Dort lernte sie ihren späteren Ehemann Barack Obama kennen, als dieser als Praktikant eine Sommervertretung in der Kanzlei übernahm und sie seine Mentorin war. Die beiden heirateten im Oktober 1992 in der Trinity United Church of Christ in Chicago. Das Ehepaar hat zwei Töchter, Malia Ann (* 1998) und Natasha („Sasha“, * 2001) durch künstliche Befruchtung, um das Risiko einer weiteren Fehlgeburt zu verringern.
Nach ihrem Ausscheiden aus der Kanzlei wechselte sie als Beraterin des Bürgermeisters und Assistenzbevollmächtigte für Planung und Stadtentwicklung (Assistant Commissioner for Planning and Development) in die Stadtverwaltung von Chicago. Die spätere Präsidentenberaterin Valerie Jarrett war damals ihre Vorgesetzte. Parallel dazu wurde Michelle Obama 1993 Executive Director des Chicagoer Büros der Nichtregierungsorganisation „Public Allies“.
Ein weiterer Einschnitt in ihrem beruflichen Werdegang war 1996 der Wechsel von der Stadtverwaltung zur University of Chicago, wo sie zunächst für die Entwicklung des „University Community Service Center“ (Büro für studentisches Ehrenamt) zuständig war, ehe sie am Universitätskrankenhaus als Executive Director und später als Vice President for Community and External affairs (im Büro für Ehrenamt und Kontakte zur Bürgerschaft) mehr Verantwortung übernahm. Gleichzeitig war sie im Aufsichtsrat von TreeHouse Foods Inc. tätig.
Michelle Obama unterbrach 2008 drei Monate nach Ankündigung der Präsidentschaftskandidatur von Barack Obama ihre eigene berufliche Karriere und widmete sich ganz dem Wahlkampf ihres Mannes.

### Wahlkampf und First Lady

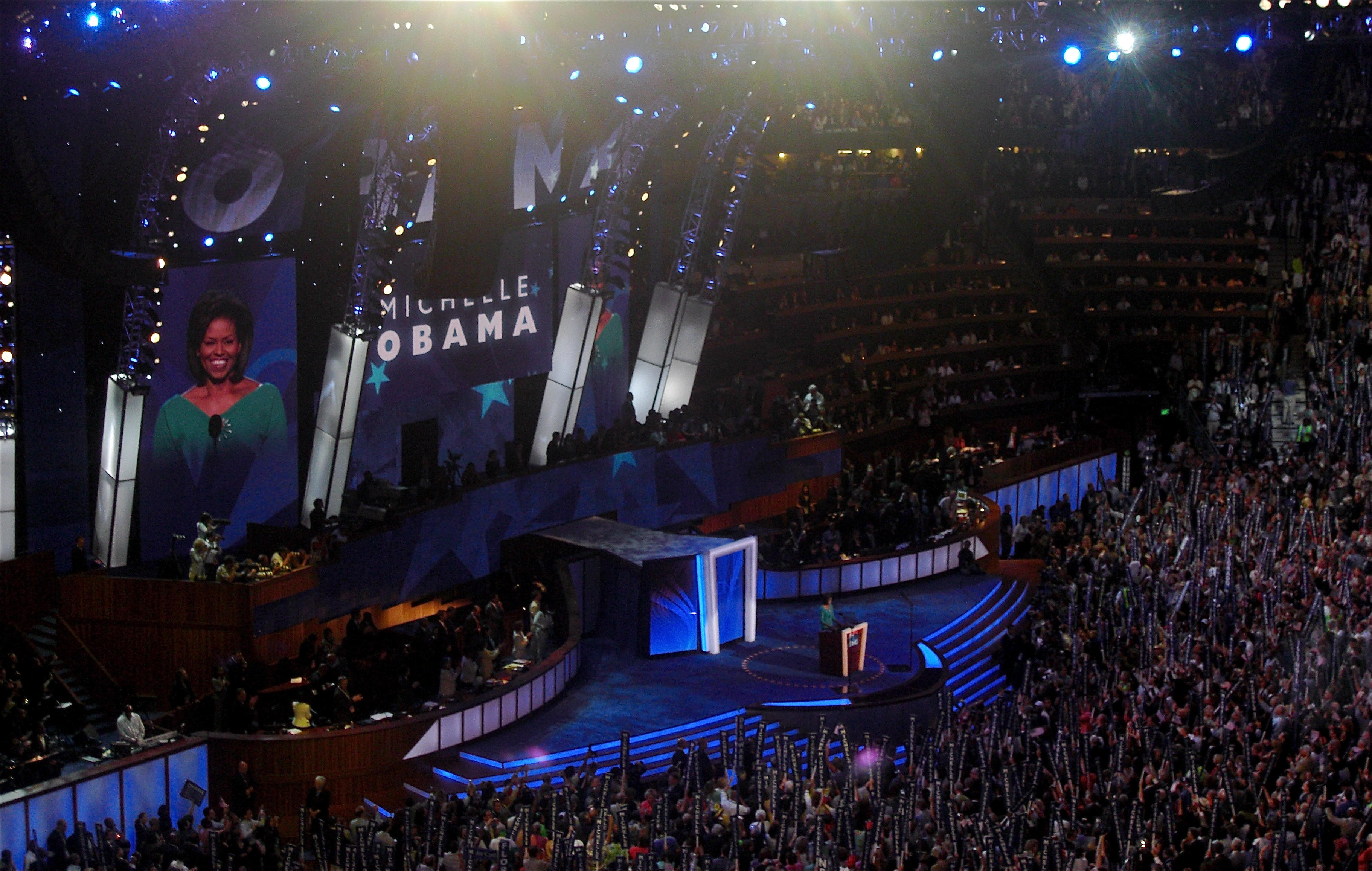
Michelle Obama bei einer Rede auf dem Parteitag der Demokraten 2008 in Denver, Colorado

Im Rennen um die Kandidatur zur US-Präsidentschaft ihres Mannes hielt Michelle Obama Wahlkampfreden und hatte zahlreiche Interviews und Auftritte im Fernsehen. Dies fand ein reges Medieninteresse. Sie fiel häufig durch mit Ironie gespickte Bemerkungen und Anekdoten zum Familienleben der Obamas auf. Nachdem Obamas Wahlchancen gestiegen waren, hielt sie sich mit solchen Äußerungen zurück.
In verschiedenen Interviews stellten sowohl Michelle als auch Barack Obama ihren politischen Einfluss auf ihren Mann heraus. So redigierte Michelle Obama etwa regelmäßig seine Reden und unterstützte ihn als Beraterin bei seiner Bewerbung um das Amt des Präsidenten. Sie rangierte im Dezember 2008 auf Rang 9 der einflussreichsten Absolventen der Harvard Law School.
Ende 2011 wurde sie zunehmend als Kritikerin dessen gesehen, wie die Dinge im Weißen Haus liefen.

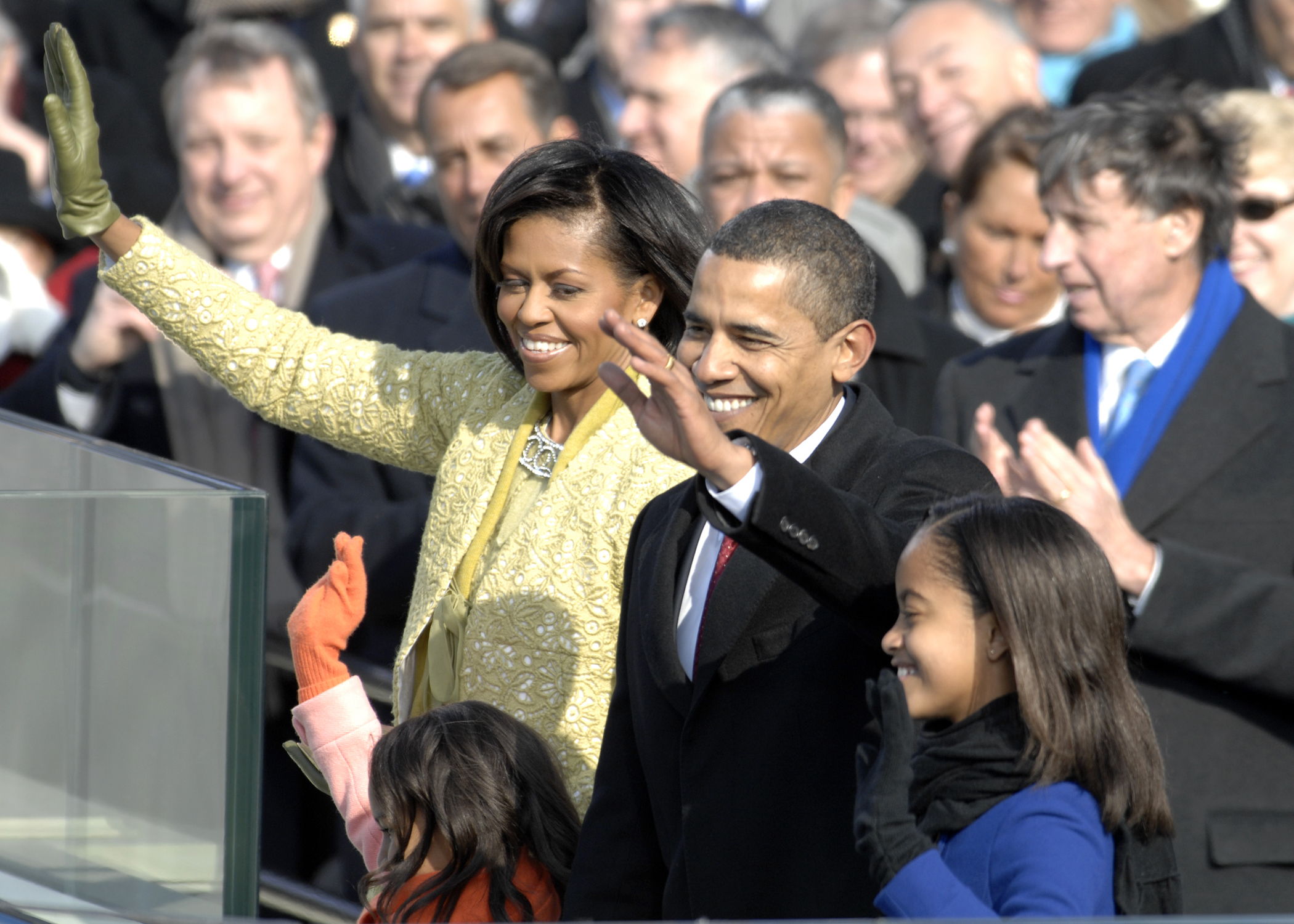
Bei der Inauguration ihres Mannes (2009) trug Michelle Obama ein vielbeachtetes Kleid aus St. Galler Spitze

Nach der Wahl Obamas zum 44. Präsidenten der Vereinigten Staaten fiel ihr die Rolle als neue First Lady im Weißen Haus zu. Während der repräsentativen Auftritte ihres Mannes war sie stets an dessen Seite. Medien berichteten ausführlich über ihr als stilsicher und modisch geltendes Auftreten. Eine vielbeachtete politische Rede hielt sie am 13. Oktober 2016 auf einer Wahlkampfveranstaltung für die Präsidentschaftskandidatur von Hillary Clinton in Manchester, New Hampshire. Darin äußerte sie Fassungslosigkeit über die wenige Tage zuvor bekannt gewordenen Tonaufnahme, in der Clintons Konkurrent Donald Trump mit seinen sexuellen Übergriffen auf Frauen geprahlt hatte.
Für die Titelseite der US-amerikanischen Ausgabe der Zeitschrift Vogue vom März 2009 wurde Michelle Obama von Annie Leibovitz fotografiert. Vogue hat seit 1929 (mit Ausnahme von Bess Truman) jede First Lady in einem Bildbericht vorgestellt; Obama war nach Hillary Clinton die zweite First Lady auf der Titelseite. Auf der Titelseite der April-Ausgabe 2013 der Vogue war sie erneut abgebildet. Im Jahr 2022 machte Obama publik, dass sie während ihrer Zeit als First Lady ihre Haare geglättet habe, in dem Glauben, dass die Bevölkerung „nicht bereit“ sei für krause Afrohaare bei einer First Lady.
Michelle Obama trat in Nebenrollen in der Folge Besuch der First Lady der Jugendserie iCarly, in der Folge Vom Weißen Haus in unser Haus der Jugendserie Jessie sowie der Folge Henry (Homefront) der Serie Navy CIS auf und spielte sich selbst.

### Nach der Präsidentschaft

#### Gemälde

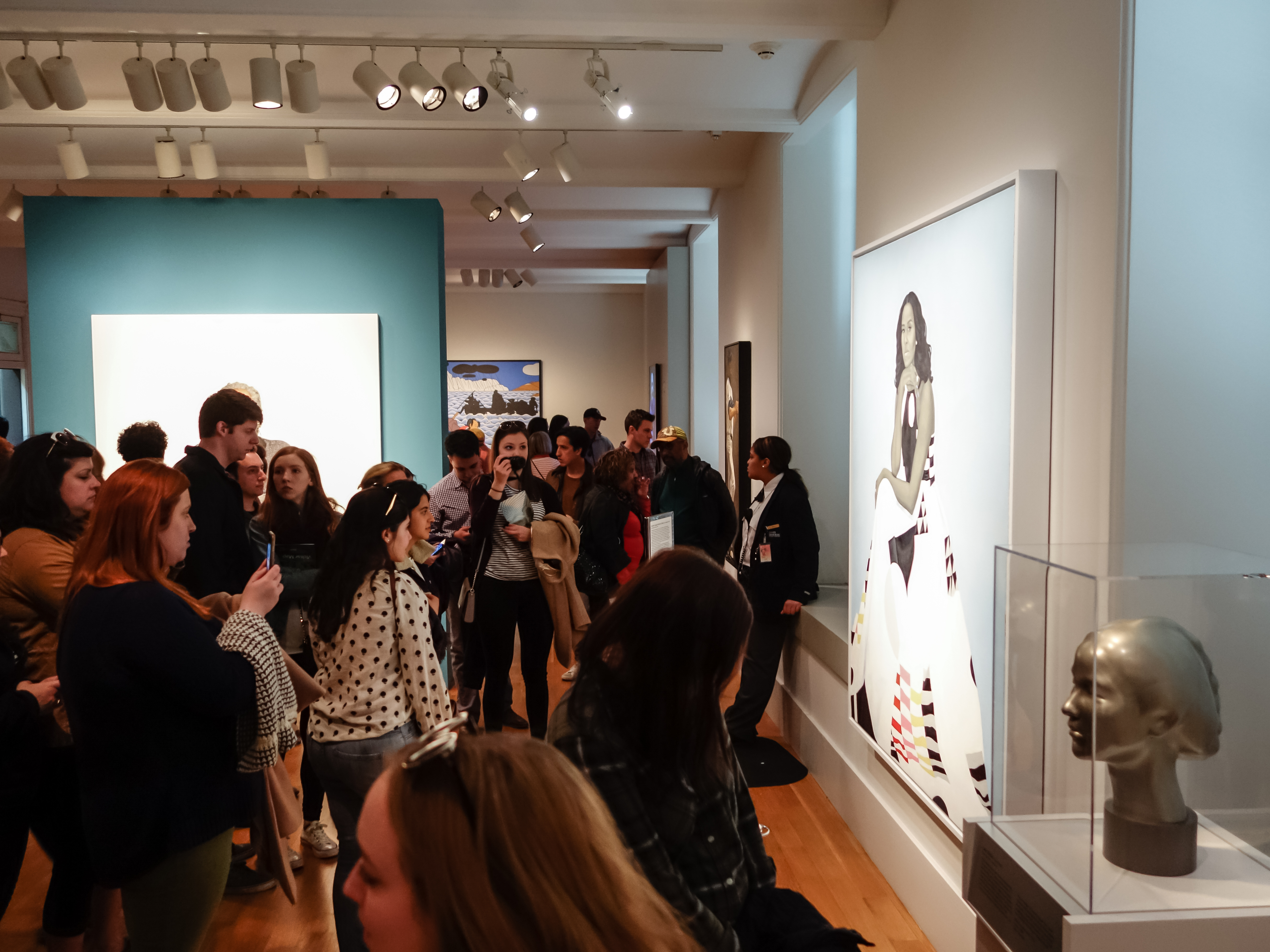
Besucherströme vor dem Gemälde der früheren First Lady in der National Portrait Gallery

Seit 12. Februar 2018 hängen die Gemälde First Lady Michelle Obama von Amy Sherald und President Barack Obama von Kehinde Wiley in der National Portrait Gallery in Washington. Das repräsentative Kunstwerk von Amy Sherald misst 183,2 mal 152,7 cm.

#### Memoiren
Am 13. November 2018 veröffentlichte Michelle Obama unter dem Titel Becoming ihre Memoiren. Sie beschäftigte dafür laut Aussage mehrerer Quellen einen Ghostwriter. Auf der Seite „Acknowledgements“ von Becoming heißt es, dass ein Team von Menschen an der Fertigstellung des Buches beteiligt war.  Verna Williams „half bei der Dokumentation der mündlichen Überlieferung“. Das Buch erschien mit einer weltweiten Startauflage von drei Millionen Exemplaren und Übersetzungen in 31 Sprachen. Nach Angaben des Bertelsmann-Konzerns verkaufte es sich bis März 2019 über 10 Millionen Mal. In dem dreiteiligen Buch („Becoming me“, „Becoming us“, „Becoming more“) schreibt sie offen über Themen wie Rassismus während ihrer Studienzeit in Princeton, ihre Versuche, schwanger zu werden, und über die häufige Abwesenheit ihres Ehemanns wegen seiner politischen Karriere. Auch schrieb sie, mit Hilfe einer Eheberatung an ihrer Partnerschaft gearbeitet zu haben und keine eigenen politischen Ambitionen verfolgt zu haben. Den Nachfolger ihres Ehemanns, Donald Trump, bezeichnete sie als „frauenfeindlichen Rüpel“ und kritisierte ihn stark dafür, die Echtheit von Barack Obamas Geburtsurkunde in Zweifel gezogen zu haben. Damit habe Trump die Sicherheit ihrer Familie gefährdet.
Ein Rezensent lobte das Buch auf Spiegel Online: „Anders als [Hillary] Clinton oder [Laura] Bush schreibt Obama allerdings in blitzenden Vignetten, die bisweilen einem Roman von Michael Chabon oder Donna Tartt entnommen sein könnten.“ Susanne Mayer lobte auf Zeit Online: „Neu und unerhört an der Autobiografie der früheren First Lady ist aber die schonungslose Selbstkritik, mit der sie ihr bisheriges Leben überprüft.“
Die Veröffentlichung ihres Buches war mit einer Lesereise verbunden, für die auch Stadien angemietet wurden.

#### Gründung von Filmproduktionsgesellschaft – Netflix-Deal
Im Jahr 2018 gründeten Michelle und Barack Obama das Medienunternehmen Higher Ground Productions und gingen darüber im Mai 2018 eine Kooperation mit Netflix ein. Ihr Buch wurde mit ihr als Dokumentarfilm (Becoming – Meine Geschichte) verfilmt. Der Film erschien am 6. Mai 2020 auf Netflix.

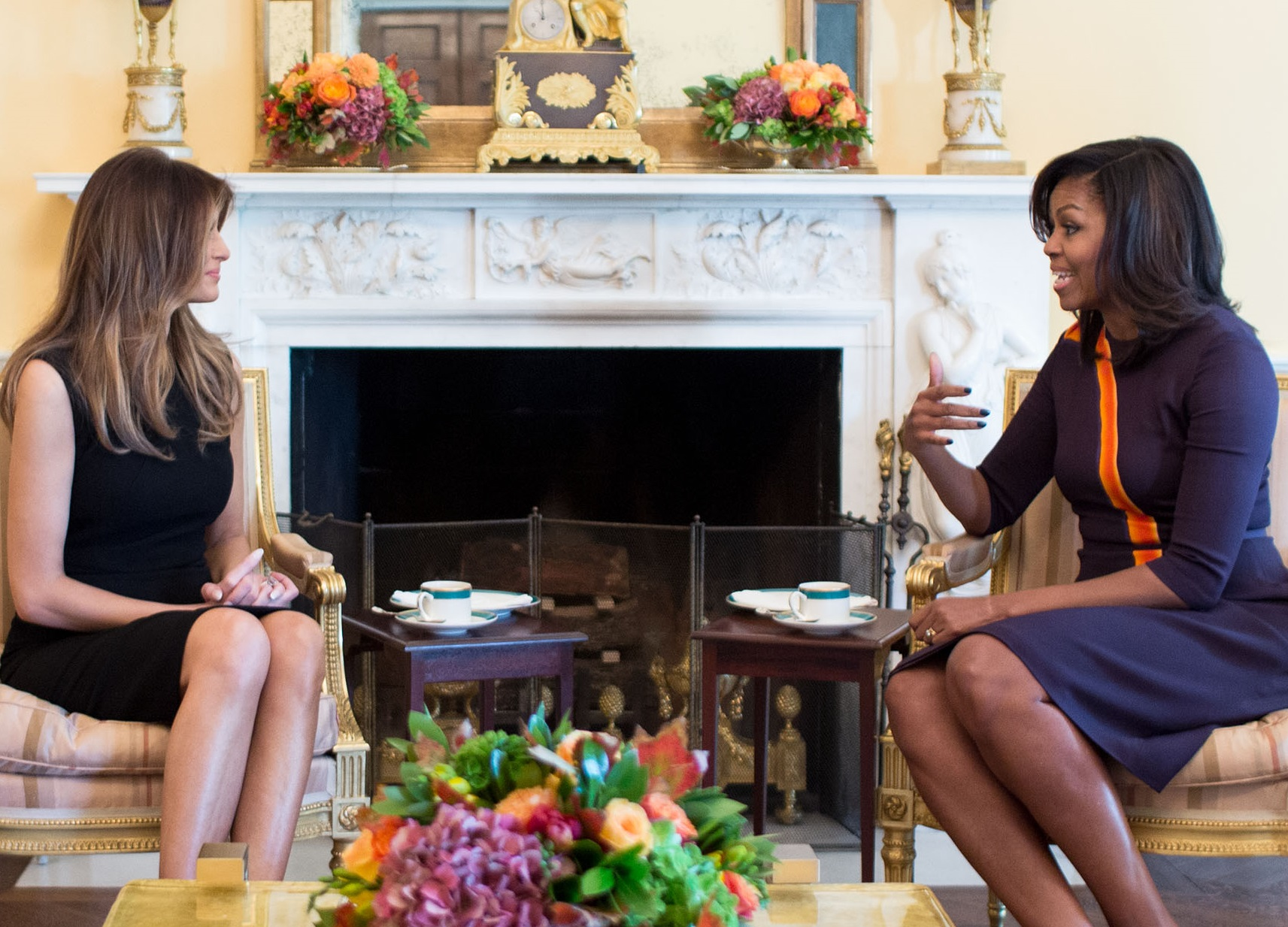
Michelle Obama als US-First Lady beim Tee mit ihrer „Amtsnachfolgerin“ Melania Trump im Yellow Oval Room im Weißen Haus (10. November 2016)

## Kontroversen
Im Wahlkampf der US-Vorwahlen 2008 war ihre Aussage über ihren Stolz auf die Vereinigten Staaten von Amerika umstritten. Als Reaktion auf die republikanische Kritik an ihrer Äußerung, dass sie nun erstmals Stolz für ihr Land empfinde, betonte sie im weiteren Verlauf des Wahlkampfes, wie sehr sie ihr Land liebe. Besonders ihre auf diese Kritik Bezug nehmende Rede vor der Democratic National Convention im August 2008 erhielt überwiegend positive Kommentare. Einer Umfrage von Rasmussen Reports zufolge erreichte sie unter den US-Amerikanern daraufhin erstmals Zustimmungswerte von 55 %.
Laut Darstellung in einer im September 2010 erschienenen Biografie über Carla Bruni-Sarkozy (Carla et les ambitieux) soll Michelle Obama zu ihr gesagt haben, die Arbeit als First Lady sei für sie die „Hölle“. Sowohl die Pressesprecherin von Obama als auch die französische Botschaft in Washington dementierten dies. Zudem distanzierte sich Bruni-Sarkozy von den Autoren ihrer Biografie, die nicht autorisiert gewesen sei.

## Ehrungen
- 2017 wurde eine auf Kuba heimische Spinne nach Michelle Obama benannt: Spintharus michelleobamaae.[48]
- 2019 wurde sie in die American Academy of Arts and Sciences gewählt.
- 2021 wurde Michelle Obama in die National Women’s Hall of Fame aufgenommen.

## Schriften
- American Grown. The Story of the White House Kitchen Garden and Gardens Across America. Geschrieben mit Lyric Winik und Mitarbeitern des Weißen Hauses.[49][50] Crown Books, New York 2012, ISBN 978-0-307-95602-6 (Sachbuch).

- BECOMING – Meine Geschichte. Aus dem Amerikanischen von Harriet Fricke, Tanja Handels, Elke Link, Andrea O’Brien, Jan Schönherr, Henriette Zeltner. Goldmann, München 2018, ISBN 978-3-442-31487-4 (Autobiografie).

- Michelle Obama - yes she can, Biographie, Sprecher: Nicole Engeln, Thomas Friebe; Regie: Nina Kraemer. Text: Achim Mantscheff, Online Ressource (CD), Verlag Leipzig, Frankfurt am Main, Deutsche Nationalbibliothek, 2020, Link zu diesem Datensatz: http://d-nb.info/1209632616.

- Michelle Obama Das Licht in uns: Halt finden in unsicheren Zeiten, Übersetzer: Norbert Juraschitz, Sabine Reinhardus, Franka Reinhart, Astrid Gravert, Frank Lachmann; Wilhelm Goldmann Verlag, München November 2022, ISBN 978-3-442-31713-4.